# Костянтинівська сотня
Костянтинівська сотня — адміністративно-територіальна і військова одиниця Миргородського (1649-1658) та Лубенського полку (1658-1781) Гетьманщини. Створена 1649 року. Центр — вільне козацьке місто  Костянтинів (тепер село Недригайлівського району Сумської області).

## Географія
Сотня займала крайню північну частину Миргородського полку і безпосередньо межувала з Московією. На півдні межувала із багатою Смілянською сотнею. До складу Костянтинівської сотні входило козацьке село Хоружівка - батьківщина майбутнього Президента України Віктора Ющенка.  

## Історія
У 17 столітті Костянтинів був торговельним містом на важливому Ромоданівському шляху. 1649 року, за Зборівською угодою, у складі Миргородського полку заснована Костянтинівська сотня, на чолі якої став уродженець Білої Церкви, брат полковника Зв'ягілського Яцько Кліша-Гамалія, свояк майбутнього Гетьмана Петра Дорошенка. 
Після повстання Мартина Пушкаря (1658) Костянтинівська сотня включена до складу новоутвореного Лубенського полку - 13-тою за ліком. У складі полку існувала до анексії Гетьманщини 1781 року. 
Згодом населення сотенного центру зросло до 17 тисяч мешканців. Територію сотні у 18 столітті постійно атакували московські землевласники, так що центр сотні - Костянтинів - потрапив до рук неправославних іноземців. 
1777 у Костянтинові неодноразово був відомий козацький диверсант, оспіваний у художніх творах Семен Гаркуша. Він мав бази у Костянтинівській сотні для рейдів у Слобідську Україну (зокрема, м. Кригу).

## Сотники
- Яцько Кліша (1648-1649);
- Горбаченко Тиміш Степанович (16.?-1649. 02.1649.10-16.?);
- Оленик (16.?-1657.10-16.?);
- Федорович Іван (16.?-1659.12-1660.01-16.?);
- Горбаченко Тиміш Степанович (16.?-1661.01.-16.?);
- Скоробагатий Дмитро (16.?-1661.10.-16.?);
- Переяславець Яцько (16.?-1671.01.-16.?);
- Лубенець Іван (16.?-1672.05.-16.?);
- Березанець Юхим (16.?-1680-16.?);
- Полетика Стефан Андрійович (1759-1768);
- Ходоровський Стефан  (1770.15.12.-1783).